# 밥 배클런드
밥 백런드(Bob Backlund)는 본명은 로버트 리 백런드(Robert Lee Backlund, 1949년 8월 14일 ~ )다. 미국의 프로레슬링선수다. 1973년 프로레슬링 입문했고, 키는 185cm 몸무게는 109kg으로 밝혀졌다. 2012년 7월 9일 WWE RAW에서 히스 슬레이터 대결을 하는 일화성 복귀로 다시 등장을 했다. 피니쉬는 아토믹 니 드랍(다이빙 니 드랍), 아토믹 스파인크러셔(런닝 아토믹 드랍), 크로스페이스 치킨윙, 하프 넬슨 브리징 크레이들로 4가지를 사용을 한다.

## 수상
- NWA 플로리다 태그팀 챔피언 1회
- NWA 조지아 태그팀 챔피언 1회
- NEWF 헤비웨이트 챔피언 1회
- NWA 미주리 헤비웨이트 챔피언 1회
- NWA 웨스턴 스테이츠 헤비웨이트 챔피언 3회
- WAR 월드 식스맨 태그팀 챔피언 1회
- WWE 챔피언 2회
- WWE 월드 태그팀 챔피언 (구 버전) 1회
- 2013년 WWE 명예의전당 헌액